# Sara Borrell Ruiz
Sara Borrell Ruiz (Madrid, 1917 - Madrid, 1999) fue una farmacéutica y bioquímica española destacada por sus trabajos pioneros sobre análisis y metabolismo de hormonas esteroides.

## Biografía
Tanto la abuela, Clementina Albèniz, que fue maestra de la Asociación para la Enseñanza de la mujer, como el resto de la familia, apoyaron los deseos de estudiar de Sara. Su familia era liberal y estuvo comprometida en temas sociales. Su padre, miembro de Izquierda Republicana, estuvo encarcelado al acabar la Guerra Civil.
Sara quiso estudiar ingeniería agrónoma pero al no ser admitida se decidió por los estudios de farmacia en la Universidad de Madrid en 1933. Se licenció en 1940 y obtuvo el doctorado en 1944, con una tesis sobre las aguas del río Tajo.

## Trayectoria
Trabajó como profesora de investigación del Consejo Superior de Investigaciones Científicas (CSIC), donde realizó estudios sobre las proteínas de la leche, trabajos que le llevaron a investigar en el Hanna Dairy Research Institute de Escocia, con Norman C. Wright.
En 1950 Gregorio Marañón la animó a investigar en el entonces recientemente creado Instituto de Endocrinología Experimental, ofreciéndole la posibilidad de complementar sus estudios sobre bioquímica y metabolismo de las hormonas en el extranjero.
En 1963, a raíz de la muerte de Gregorio Marañón, se creó el Instituto Gregorio Marañón y Sara se encargó de la Sección de Esteroides. En este mismo año se creó la Sociedad Española de Bioquímica de la cual Sara fue socia fundadora. Ya en 1983 al inaugurarse el Instituto Cajal del CISC entró a trabajar allí, donde permaneció hasta su jubilación en 1989. 
Con una beca del CSIC, trabajó en Cambridge en un proyecto sobre las reacciones relacionadas con el oscurecimiento de la leche, del que no se conocía el fundamento químico que podría contribuir a evitarlo. Los resultados se publicaron en la revista británica Nature en 1952.

## Contribuciones
Sara introdujo en España los conocimientos y las técnicas que adquirió a lo largo de sus estancias en el extranjero entre 1946 y 1961. Una de ellas, por ejemplo, en Massachusetts con G. Pincus, el inventor de la píldora anticonceptiva, en la Worcester Foundation for Experimental Biology y otra en la Unidad de Investigación de Endocrinología Clínica en Edimburgo. Pincus la recomendó para participar en las pruebas sobre la eficacia de la píldora anticonceptiva en Puerto Rico pero no quiso alejarse de su familia.
Sus trabajos se publicaron en revistas científicas con difusión internacional. La mayoría de sus investigaciones se pueden encontrar en el Journal of Clinical Endocrinology and Metabolism, el Biochemical Journal, el Journal of Endocrinology y en Hormone Research.